# كينغ رايس
كينغ رايس (14 ديسمبر 1968 في الولايات المتحدة - ) (بالإنجليزية: King Rice)‏ هو مدرب كرة سلة ولاعب كرة سلة أمريكي في مركز هجوم خلفي. لعب مع نورث كارولينا تار هيلز ‏.

## وصلات خارجية
- كينغ رايس على موقع كلية كرة السلة في سبورتس رفرنس.كوم (الإنجليزية)
- كينغ رايس على موقع ريلجم (الإنجليزية)
- كينغ رايس على موقع كلية كرة السلة في سبورتس رفرنس.كوم (الإنجليزية)